# Ватерполо репрезентација Белгије
Ватерполо репрезентација Белгије представља Белгија на међународним ватерполо такмичењима и под контролом је Пливачког савеза Белгије (Fédération Royale Belge de Natation). 
У првом делу двадесетог века је била једна од водећих ватерполо репрезентација у свету, када је освојила три бронзане медаље на европским првенствима и четири сребрне и две бронзане на олимпијским играма.

## Резултати на међународним такмичењима

### Олимпијске игре
- 1900:  2. место
- 1904: Није учествовала
- 1908:  2. место
- 1912:  3. место
- 1920:  2. место
- 1924:  2. место
- 1928: Четвртфинале
- 1932: Није се квалификовала
- 1936:  3. место
- 1948: 4. место
- 1952: 6. место
- 1956: Није се квалификовала
- 1960: 13. место
- 1964: 7. место
- 1968 - 2012: Није се квалификовала

### Светско првенство
Није учествовала

### Европско првенство
- 1926: 4. место
- 1927:  3. место
- 1931: 4. место
- 1934:  3. место
- 1938: 4. место
- 1947:  3. место
- 1950: Није се квалификовала
- 1954: 9. место
- 1958: 10. место
- 1962: 6. место
- 1966: 10. место
- 1970: 12. место
- 1974 - 2010: Није се квалификовала

### Светски куп
Није учествовала

### Светска лига
Није учествовала